# Tetraz-lira
O tetraz-lira, também conhecido como lira do norte, galo-lira ou perdiz preta eurasiana (Lyrurus tetrix), é um grande pássaro da família dos tetrazes. É uma espécie sedentária, que se estende por todo o Paleártico em charnecas e habitat de estepe durante a reprodução, muitas vezes perto de áreas arborizadas. Eles passam o inverno empoleirados em densas florestas, alimentando-se quase exclusivamente de folhas de coníferas. O tetraz-lira é uma das 2 espécies de tetraz do gênero Lyrurus, a outra sendo o tetraz-caucasiano menos conhecida.
A fêmea é marrom-acinzentada e tem um canto de cacarejo ou gorjeio. Ela assume toda a responsabilidade por aninhar e cuidar dos filhotes, como ocorre com a maioria dos galiformes.
O genoma do tetraz-lira foi sequenciado em 2014.

## Taxonomia e nomenclatura
O tetraz-lira é uma das muitas espécies descritas pela primeira vez na 10ª edição do Systema Naturae em 1758 por Carl Linnaeus, e ainda carrega seu nome binomial original. Tetrao e tetrix vêm de palavras do grego antigo que se referem a alguma tipo de ave de caça.

### Subespécies
Sete subespécies de tetraz-lira são reconhecidas. As populações de tetrazes diferem ligeiramente em tamanho e coloração, com pássaros aumentando de tamanho mais a leste de sua área de distribuição:
- L. tetrix brittanicus (tetraz-lira britânico) - partes da Grã-Bretanha; Escócia, País de Gales e norte da Inglaterra; o menor e mais escuro
- L. tetrix tetrix - a maior parte de sua gama; Escandinávia e Europa Ocidental ao nordeste da Sibéria
- L. tetrix viridanus - norte do Cazaquistão, sudeste da Rússia europeia e sudoeste da Sibéria entre o rio Don e o rio Irtysh, incluindo os montes Urais; tem mais branco em suas asas, partes superiores com listras marrons
- L. tetrix tschusii - Rio Irtysh até o Lago Baikal, ao norte até Tomsk e Krasnoyarsk e ao sul até as montanhas Altai e Sayan
- L. tetrix mongolicus (tetraz-lira mongol) - Quirguistão e Tien Shan a leste de Altai, Sayan e cadeias de montanhas próximas no oeste da Mongólia
- L. tetrix baikalensis (tetraz-lira de Baikal) - sudeste da Sibéria, do Lago Baikal a leste até Amurland e ao sul até o norte da Mongólia e nordeste da China ( Mongólia Interior); possivelmente o maior, o brilho é de cor azul mais clara
- L. tetrix ussuriensis (tetraz-lira-de-Ussuri) - Extremo Oriente da Rússia; Amurland, nordeste da China (sp. Heilongjiang e Jilin) até o rio Ussuri e o nordeste da Coreia; menor que baikalensis

## Descrição e aparência
O tetraz-lira é uma ave grande com machos medindo cerca de 60 cm de comprimento e pesando de 1,100 a 1,250, às vezes até 2,100 g. Já as fêmeas medem aproximadamente 45 cm e pesam de 750 a 1,100 g. A plumagem extravagante do macho é predominantemente preta com tons de azul profundo no pescoço e nas costas, o que contrasta com a linha das asas brancas e coberteiras infra-inferiores, bem como a pele vermelha nua acima de cada olho. Por outro lado, a fêmea é muito monótona e de cores enigmáticas para se misturar facilmente com a densa vegetação rasteira, especialmente durante a nidificação. O tetraz-lira, junto com o tetraz-caucasiano, tem longos rectrizes externos (penas da cauda) que se enrolam para fora e dispostos de uma forma que lembra a moldura de uma lira grega, daí o nome do gênero, Lyrurus.

## Distribuição e habitat
O tetraz-lira podem ser encontrado em habitats abertos em toda a Europa (especialmente nos Alpes suíços-ítalo-franceses) indo da Grã-Bretanha (mas não da Irlanda) através da Escandinávia, Estônia e em toda a Rússia . Na Europa Oriental, pode ser encontrado na Hungria, Letônia, Lituânia, Polônia, Bielo-Rússia, Romênia e Ucrânia . Há uma população nos Alpes e remanescentes isolados na Alemanha, França, Bélgica e Holanda .  Anteriormente ocorria na Dinamarca, mas a Sociedade Ornitológica Dinamarquesa (DOF) considerou-o extinto desde 2001. A espécie desapareceu da Bulgária no século XIX.  Na Ásia, uma grande parte de sua população pode ser encontrada na Rússia (particularmente no sul da Sibéria), embora também habite partes do Cazaquistão, Mongólia, China e, possivelmente, Coréia.
O tetraz-lira está adaptado a uma ampla variedade de habitats em toda a Eurásia, embora utilize mais frequentemente as zonas de transição entre florestas e clareiras abertas, especialmente estepe, charneca, campos e pastagem quando perto de campos agrícolas. Dependendo da estação, ele hiberna em grandes bandos em florestas densas e se alimenta principalmente de folhas e brotos de coníferas e árvores de folha larga, como pinheiro silvestre, larício siberiano, bétula prateada e álamo-real. Durante a primavera e o verão, ele tende a frequentar os espaços abertos para procurar parceiros em potencial e criar ninhadas, mudando sua dieta para frutas vermelhas, brotos e hastes de cranberries, mirtilos pantanosos, mirtilos e outros arbustos Vaccinium. Ele evita as regiões mais extremas do deserto e polares.

## Estado de conservação
Embora esta espécie tenha diminuído ao longo da maior parte de sua distribuição na Europa Ocidental, ela não é considerada vulnerável globalmente devido à grande população,sendo estimada uma população mundial de 15–40 milhões de indivíduos, e à lenta taxa de declínio. Seu declínio é devido à perda de habitat, perturbação, predação por raposas, corvos, etc., e pequenas populações gradualmente morrendo. 
A IUCN implementou um Plano de Ação Black Grouse 2007-2010. Esse plano analisou as populações locais que são vulneráveis ao vórtice de extinção. Por exemplo, na Estíria, Áustria. 
No Reino Unido, o tetraz-lira é encontrado nas terras altas do País de Gales, nos Peninos e na maior parte da Escócia. Encontrado mais em terras agrícolas e charnecas com florestas próximas ou árvores dispersas. Eles têm locais de lek tradicionais onde os machos se exibem. 
Eles diminuíram em algumas partes do Reino Unido (especialmente na Inglaterra), tendo desaparecido de muitos de seus antigos refúgios. Eles desapareceram emLancashire, Derbyshire, Exmoor, East Yorkshire, New Forest, Nottinghamshire, Worcestershire, Quantock Hills, Cornwall, Dartmoor, Kent, Wiltshire e Surrey. 
Um programa para reintroduzir o tetraz-lira na natureza começou em 2003 na área de Upper Derwent Valley do Peak District, na Inglaterra. 30 exemplares foram libertados em outubro de 2003, sendo composto inicialmente por 10 tetrazes machos em dezembro de 2004 e posteriormente mais 10 machos e 10 fêmeas em abril de 2005. O programa está sendo executado em conjunto pelo National Trust, Severn Trent Water e Peak District National Park. 
Outros grupos de conservação que estão ajudando a reintroduzir o tetraz-lira incluem a RSPB e a Game &amp; Wildlife Conservation Trust. 
Na França, muito trabalho tem sido feito em relação a essa ave e seu risco de voar para os teleféricos.
De 1950 a 2000, as populações locais de tetraz-lira diminuíram constantemente na Manchúria e no nordeste da China em cerca de 39%, com as aves sendo as mais afetadas (e possivelmente extirpadas) na província de Jilin . Embora as causas exatas para o declínio local permaneçam amplamente obscuras, a perda de habitat e o excesso de caça tiveram um papel maior na redução geral. Além disso, a mudança climática pode ter modificado o alcance e a densidade da espécie. Mudanças em sua localização, no entanto, podem acontecer simultaneamente com o esgotamento ao longo de décadas, portanto, projetos de pesquisa de curto prazo podem não fornecer muitas provas das forças motrizes por trás das alterações populacionais.

Com base em informações históricas coletadas de várias fontes (incluindo pesquisas sobre a vida selvagem e artigos científicos), choupo, bétula e álamo constituem a dieta básica e o habitat da espécie. O clima e a precipitação durante o mês de junho também estão ligados ao sucesso reprodutivo do tetraz-lira.

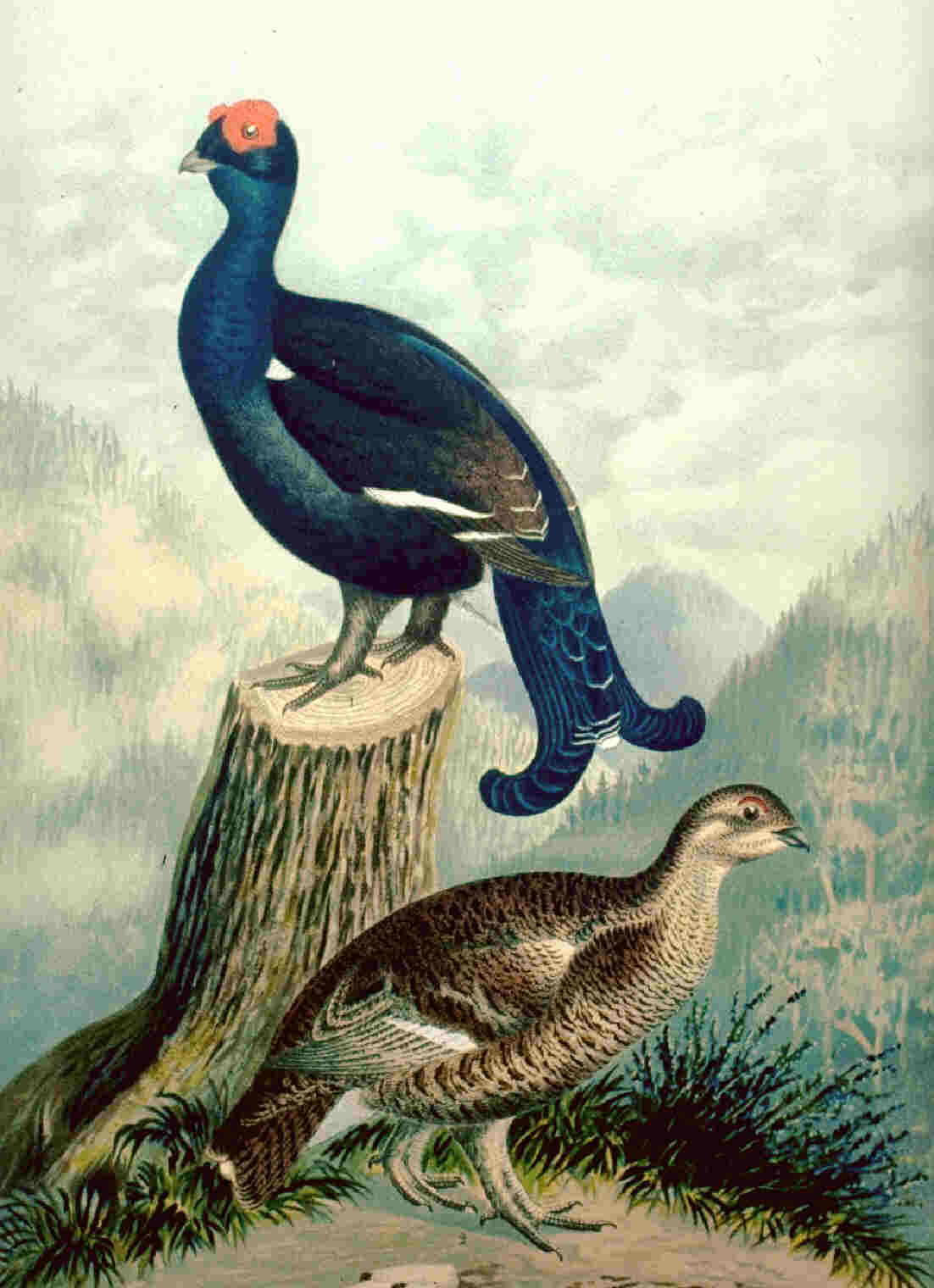
Pintura de um casal de tetraz-lira
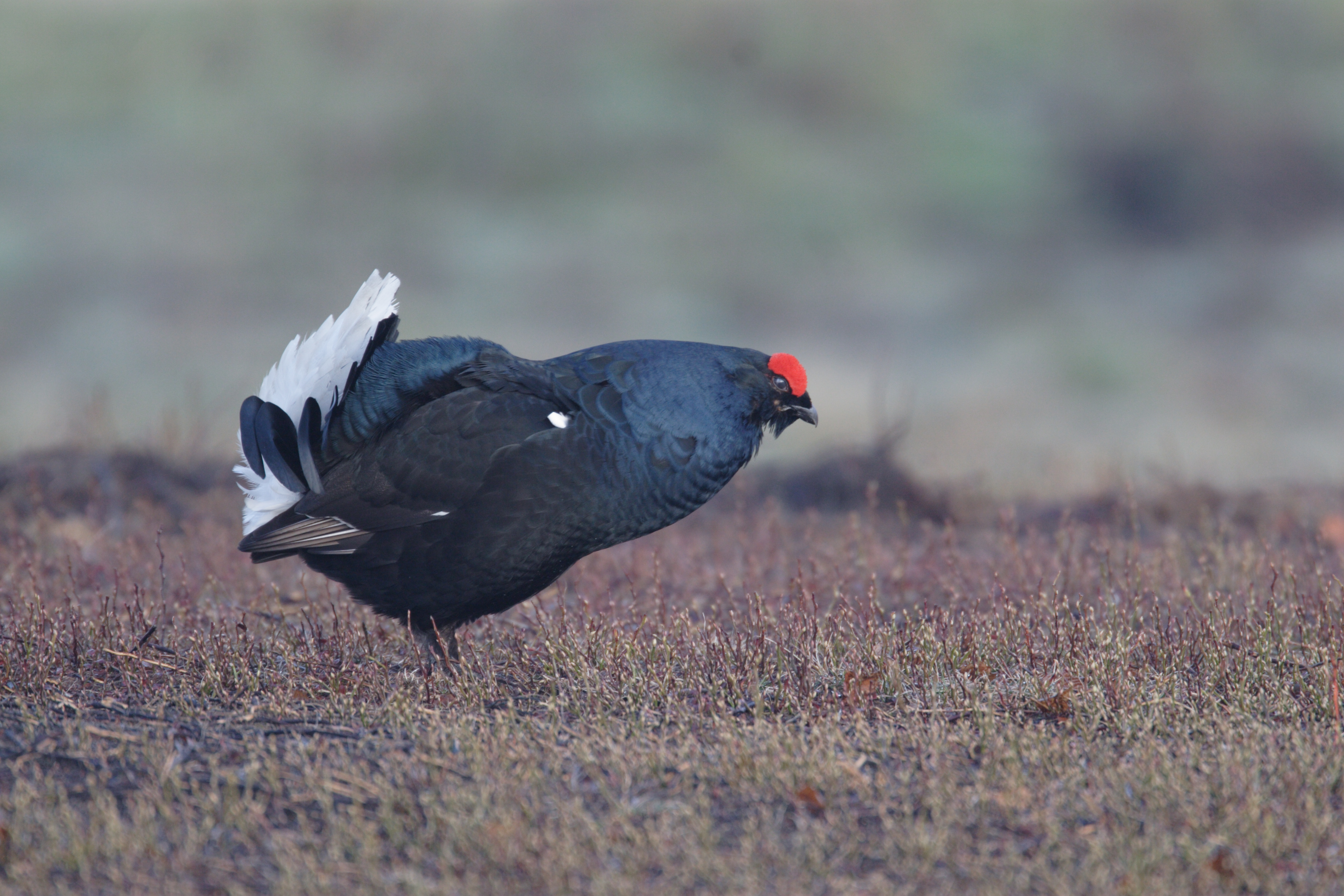
Exemplar macho
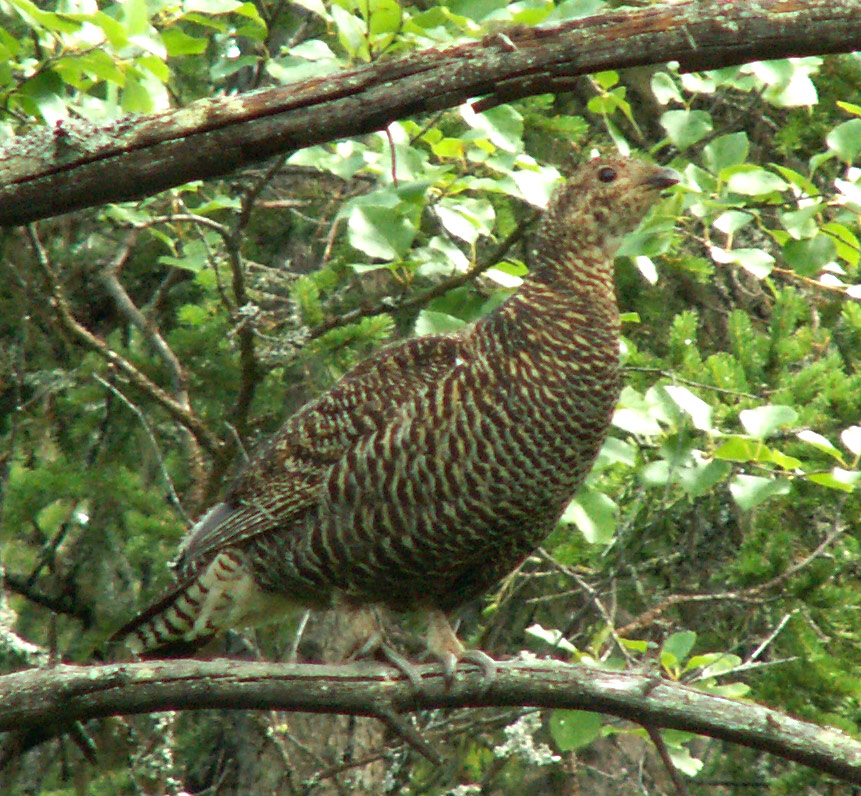
Exemplar fêmea
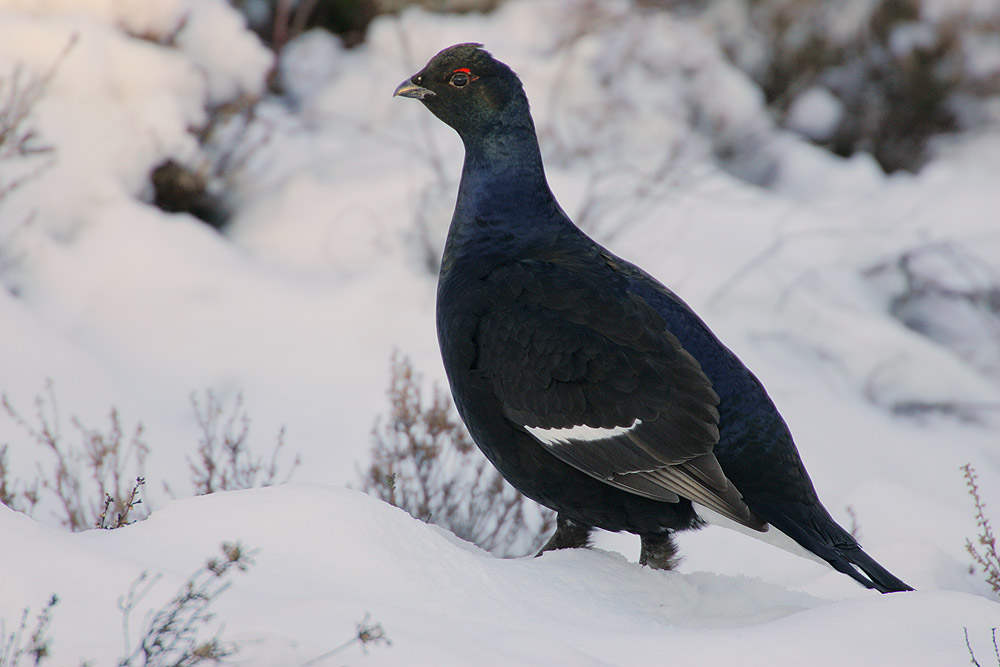
tetraz-lira na neve
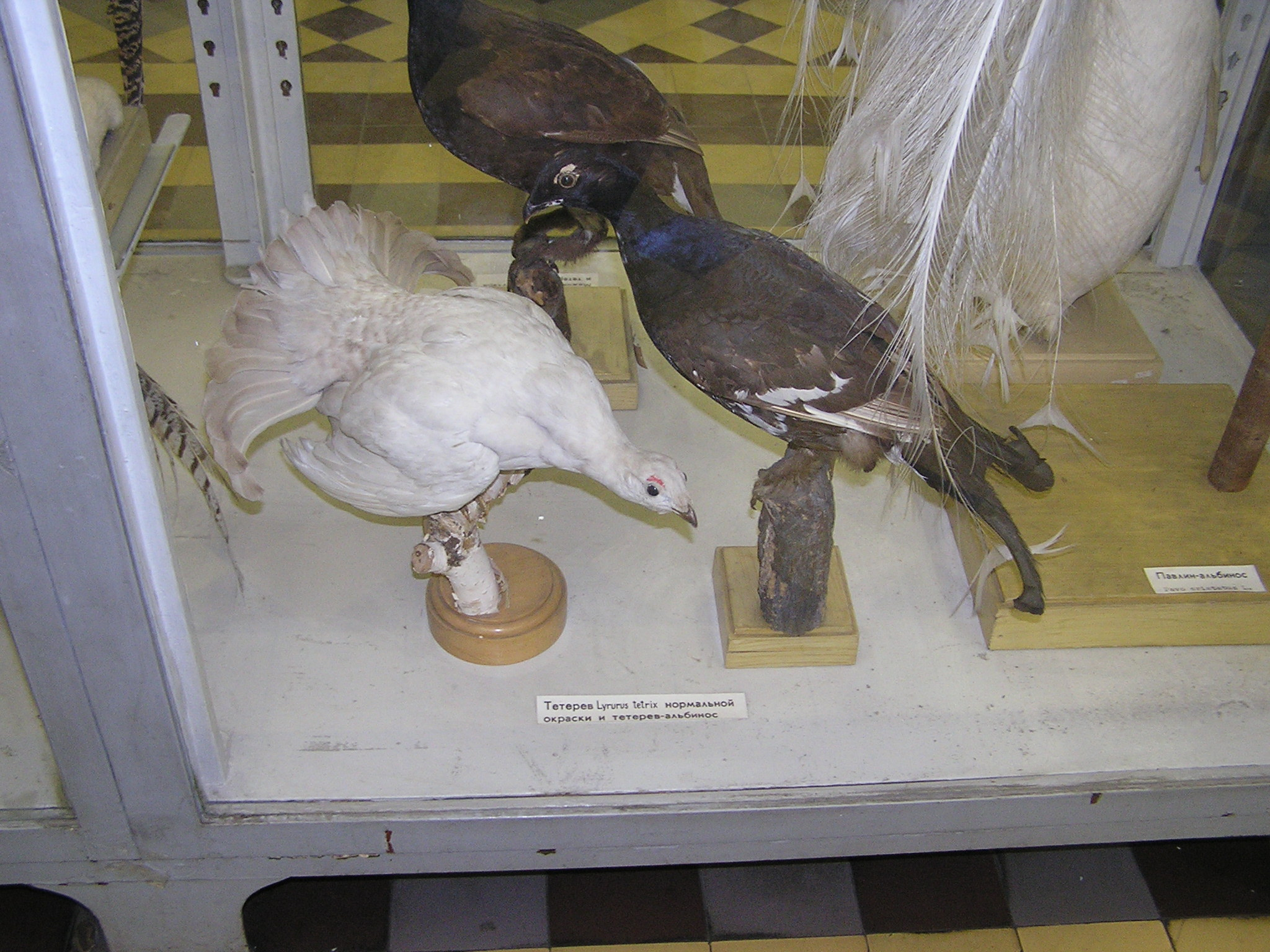
exemplares taxidermizados com anomalias de cores diferentes

## Reprodução e nidificação

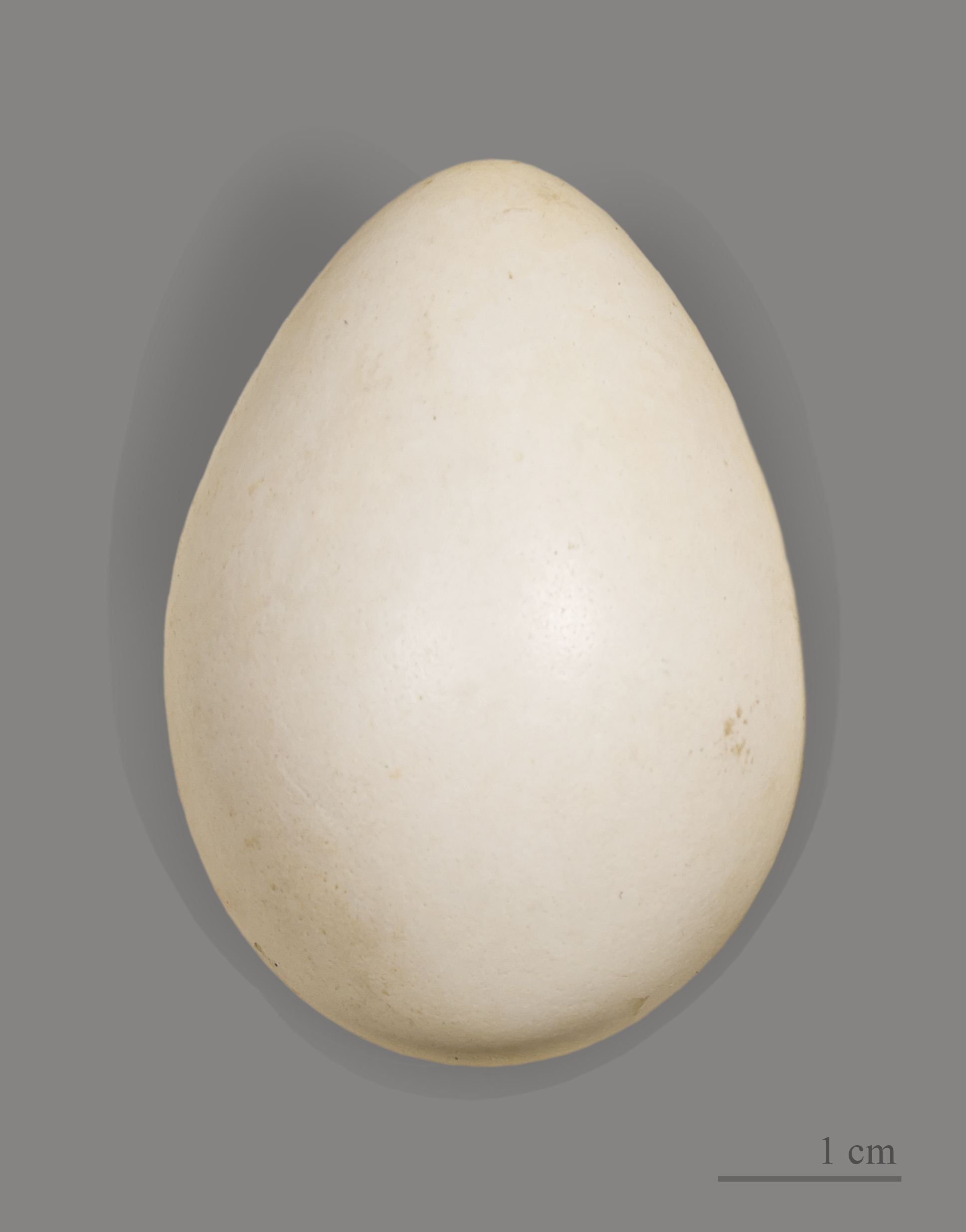
Ovo de Tetrao tetrix tetrix - MHNT

O tetraz-lira possui um ritual de cortejo muito distinto e bem registrado. Todo amanhecer na primavera, os machos começam a competir com outros machos na esperança de atrair uma fêmea para acasalar. Eles se exibem para sinalizar seu território, abrindo suas caudas em forma de lira e inflando seus pescoços em um terreno aberto chamado de lek. Sua canção consiste em um longo murmúrio ou murmúrio borbulhante semelhante a uma pomba. As fêmeas que visitam o lek escolhem o macho mais saudável em geral, embora nem todas as fêmeas possam chegar a cada lek.
Na Europa Ocidental, esses locais raramente contêm mais de 40 pássaros; na Rússia, 150 não é incomum e 200 foram registrados.
Após a cópula, a fêmea voará para longe do local para um local de nidificação adequado com abundância de arbustos densos ou vegetação alta, muitas vezes localizada na base de uma árvore entre as raízes, sob galhos baixos, ao lado de uma pedra ou, muito raramente, um ninho de ave de rapina ou corvo a 7 m acima do solo. Um buraco de até 28 cm de largura por 10 a 11 cm de profundidade é cavado no chão de terra e acolchoado com grama, gravetos, folhas e penas. Cerca de 6-11 ovos amarelos com manchas marrons são colocados no ninho, incubados por aproximadamente 23-28 dias. Os pintinhos consomem invertebrados, fazendo a transição para mais matéria vegetal à medida que amadurecem. Por volta de 10-14 dias e assim por diante, eles são capazes de voos curtos.
Onde sua distribuição se sobrepõe a biomas semelhantes de outras espécies, o tetraz-lira é capaz de hibridizar com outras espécies como o faisão-comum e o tetraz-grande.

## Relacionamento com humanos
A cauda do tetraz-lira é usado, desde o final da época vitoriana, como adornos populares para chapéus usados com os vestidos das Highland . Mais comumente associados aos gorros de Glengarry e Balmoral ou Tam o 'Shanter, eles ainda continuam a ser usados por gaiteiros de bandas civis e militares. Desde 1904, todas as categorias de Royal Scots e King's Own Scottish Borderers os usam em seus chapéus de gala e essa tradição é mantida nos vestidos de gala do atual superregimento escocês, o Regimento Real da Escócia.